# Zeitmanagement
Unter Zeitmanagement (auch Zeitplanung; englisch time management; [-'mænɪdʒmənt]) versteht man im Rahmen des Selbstmanagements alle Maßnahmen, die zur Verfügung stehende Zeit möglichst produktiv zu nutzen.

## Allgemeines
Zeitmanagement ist die Organisation von ablaufenden Ereignissen innerhalb eines bestimmten Zeitraumes mittels Planung. Wichtige Merkmale der Planung sind in der Betriebswirtschaftslehre Planungsgegenstand, Planungssubjekt, Planungsdaten und Planungszeitraum. Planungsgegenstand ist dabei das Zeitmanagement, Planungssubjekt die den Zeitplan aufstellende Arbeitskraft, Planungsdaten alle die zum Zeitmanagement gehörenden Daten und der die zeitliche Reichweite der Planung begrenzende Planungshorizont. Produktivität liegt im Rahmen des Zeitmanagements vor, wenn innerhalb eines bestimmten Zeitraumes möglichst viele Aufgaben erledigt werden, ohne dass es zu Leerkosten auslösenden Leerlaufzeiten kommt.
Das Zeitmanagement betrifft sowohl die Arbeitszeit von Arbeitspersonen als auch die Freizeit des Menschen. Die Terminplanung für Aufgaben, Arbeitsvorgänge, Geschäftsabschlüsse, Besprechungen, Verhandlungen, Gespräche oder sonstige Termine ist einer der wichtigsten Inhalte des Zeitmanagements mit dem Kalenderdatum als Orientierungszeitpunkt. Bei der Zeitökonomie spielt die Uhrzeit als lineare Sukzession messbarer Zeiteinheiten eine wesentliche Rolle. Für die Erfüllung dieser Ereignisse hat das Zeitmanagement einen ausreichenden Zeitraum zu berücksichtigen. Zeitmanagement ist „die konsequente und zielorientierte Anwendung bewährter Arbeitstechniken in der täglichen Praxis, um sich selbst und die eigenen Lebensbereiche so zu führen und zu organisieren, dass die zur Verfügung stehende Zeit sinnvoll und optimal genutzt wird“.
Das Zeitmanagement ist Gegenstand der Arbeitswissenschaft, Arbeitsethik, Arbeitsmethodik, Betriebswirtschaftslehre und Organisationstheorie.

## Geschichte
Der römische Dichter Horaz brachte in seiner um 23 v. Chr. erschienenen Ode An Leukonoë die Sentenz „genieße den Tag“ (lateinisch Carpe diem), die im Deutschen als geflügeltes Wort „Nutze den Tag“ bekannt ist. Horaz rief dazu auf, die knappe Lebenszeit heute zu genießen und dies nicht auf den nächsten Tag zu verschieben. Damit präsentierte er eine der Grundregeln der Zeitökonomik, anstehende Aufgaben nicht zu verschieben, sondern plangemäß zu erledigen. Der Humanist Leon Battista Alberti gilt als Vordenker der Zeitökonomik, denn bei ihm spielte im Jahre 1433 der vernünftige Umgang mit der Zeit (lateinisch tempus) eine wichtige Rolle auch in der Ökonomie der Hauswirtschaft des Privathaushalts. Im Mittelalter existierte ansonsten jedoch keine Notwendigkeit, die Zeit zu achten und zu sparen, sie genau zu messen und ihre kleinen Teile zu kennen. Diese epische Gemächlichkeit des mittelalterlichen Lebens gründete sich vorwiegend auf die Agrarnatur der Feudalgesellschaft.
Der Ausspruch „Zeit ist Geld“ (englisch Time is money) besagt, dass Zeit ein Wert ist, sie kann (wie Geld) gespart, verbraucht oder verschwendet werden. Sie ist also wertvoll und sollte ökonomisch genutzt werden („Zeitökonomie“). Bekannt wurde er durch den englischen Ausdruck Time is money, der durch Benjamin Franklins 1748 erschienene Schrift Ratschläge für junge Kaufleute (englisch Advice to a Young Tradesman) popularisiert wurde. Dort ermahnt Franklin:

“Remember, that time is money.”

„Denkt daran, dass Zeit Geld ist.“

Franklin stellte erstmals rigide Regeln im Umgang mit Geld und Zeit auf, denn Zeit ist als eine knappe Ressource aufzufassen. Im Jahre 1768 stellte der Mathematiker Georg Christoph Lichtenberg Kleine Haustafeln über die Verwendung von Geld und Zeit zusammen und gab Ratschläge über deren gute Nutzung.
Der Ingenieur Frederick Winslow Taylor untersuchte ab 1880 jeden industriellen Arbeitsvorgang, um Zeitvergeudungen aufzudecken, denn der Gewinn steigt, wenn das Arbeitsvolumen bei konstanter Arbeitsqualität zunimmt. Er erkannte 1914, dass eine zielgerichtete Unternehmensführung einer detaillierten Arbeitszeitplanung bedarf und entwickelte eine Methode des Zeitstudiums der Arbeit (englisch time study). Henry Ford gelang es durch ein Zeitmanagement beim Transport, den Produktionskreislauf (von der Erzförderung bis zur Auslieferung der fertigen Autos) von 22 Tagen (vor 1921) auf 3 Tage und 9 Stunden (1925) zu reduzieren. Er erkannte 1924 die Unwiederbringlichkeit der Zeit: „Zeitverschwendung unterscheidet sich von Materialverschwendung nur dadurch, dass diese Verschwendung unwiederbringlich ist“.

## Zeitmanagement als Selbstmanagement
Während ansonsten bei Unternehmen das Management die Organisation von Arbeitsabläufen für andere Organisationseinheiten übernimmt, bleibt das Zeitmanagement den planenden Mitarbeitern meist selbst überlassen. Selbstmanagement ist wie Zeitmanagement eine Technik der Selbstregulation. Nur wenige Stabsstellen oder Leitungsstellen können das Zeitmanagement für andere übernehmen (etwa der Vorstandsstab für den Vorstand, das Sekretariat für angeschlossene Führungskräfte). Das liegt daran, dass jeder Mitarbeiter seine im Zeitmanagement zu erfassenden Anlässe selbst am besten kennt und einschätzen kann. Das Zeitmanagement beginnt mit der Aufstellung einer To-do-Liste und setzt sich im Aufgabenmanagement und der Aufgabenplanung fort. Wichtigster Bestandteil ist die Terminplanung, bei der eine zu hohe Termindichte zu Stress führen kann, der durch Zeitplanung verhindert werden kann. Bei Versammlungen kann die Tagesordnung ein wichtiges Hilfsmittel zum Zeitmanagement sein.

## Zeiteinteilung und Zerteilung
Während die Einteilung der Zeit ein monochrones Verhalten darstellt, ist die Zerteilung der Zeit polychron. Entsprechend unterteilte 1959 der Anthropologe Edward T. Hall die Arbeitnehmer in monochrone und polychrone Typen, denen bestimmte Verhaltensmuster – gerade im Hinblick auf das Zeitmanagement – zugeordnet werden können.
| Monochronie                             | Polychronie                                          |
| --------------------------------------- | ---------------------------------------------------- |
| Eine Aufgabe nach der anderen erledigen | viele Aufgaben gleichzeitig erledigen (Multitasking) |
| hohe Konzentration                      | hohe Ablenkung                                       |
| Termine werden ernst genommen           | Termine haben keine Bedeutung                        |
| Orientierung an Plänen                  | Pläne haben keine Bedeutung                          |
| Störungen anderer werden vermieden      | Störungen anderer werden in Kauf genommen            |
| hohe Pünktlichkeit                      | geringe Pünktlichkeit                                |
| Methodische Arbeit                      | die Geduld wird leicht verloren                      |

Monochrone Typen können demnach leichter ein Zeitmanagement aufbauen und es konsequenter einhalten als polychrone.

## Maßnahmen
Das Zeitmanagement beinhaltet auf der strategischen Ebene die Entwicklung von zeitbezogenen Strategien, die auf der operativen Ebene durch konkrete Maßnahmen umzusetzen sind. Zu diesem Zweck sind Methoden anzuwenden, die das Zeitmanagement systematisieren. Die gängige ALPEN-Methode beinhaltet:
- Die zu erledigenden Aufgaben festlegen: Zunächst werden alle die zu einem bestimmten Termin zu erledigenden Aufgaben katalogisiert.
- Länge (Dauer) der hierfür benötigten Zeit planen: Die für jede Aufgabe benötigte Arbeitszeit wird ermittelt oder liegt durch REFA-Arbeitsstudien vor.
- Pufferzeiten berücksichtigen: Für unerwartete Job stopper und Störungen sind Zeitreserven einzuplanen. Dabei handelt es sich um im Zeitplan berücksichtigte freie Zeitfenster, in denen keine anderen Aufgaben zu erledigen sind.
- Entscheidung für Prioritäten: die katalogisierten Aufgaben sind im Hinblick auf ihre Bedeutung und Dringlichkeit in eine Rangfolge zu bringen und
- Nachkontrolle durchführen: Eine Soll-Ist-Kontrolle nach dem Arbeitsergebnis oder am Ende der Arbeitszeit stellt sicher, ob und inwieweit das Zeitmanagement funktioniert hat.

Der umfassende Katalog stellt sicher, dass das Zeitmanagement operationalisiert im Tagesablauf eingesetzt werden kann.
Im Weiteren werden hier spezifische Maßnahmen und Techniken im Bereich des Zeitmanagements dargestellt.

### Aufgaben reduzieren und delegieren
Eine Kernkompetenz innerhalb des Zeitmanagements besteht darin, sich nur noch um die wichtigsten Dinge zu kümmern, und die weniger wichtigen Dinge entweder an andere Personen zu delegieren, oder gar nicht erst zu erledigen (siehe Eisenhower-Prinzip). Das Delegieren setzt jedoch Vertrauen in die betreffenden Personen voraus. Eng verknüpft mit fehlendem Delegieren ist das ebenso zeitraubende Mikromanagement.

### Tagespläne erstellen
Tagespläne zwingen den Anwender dazu, den Tagesablauf zu strukturieren, sich für bestimmte Tätigkeiten Zeitfenster zu reservieren und Zeitreserven einzuplanen. Das Ziel eines Tagesplans besteht darin, alle für diesen Tag geplanten Tätigkeiten erledigt zu haben, ohne später als geplant den Arbeitsplatz zu verlassen. Dafür ist es notwendig, den Zeitbedarf für alle Tätigkeiten realistisch einzuschätzen, und es wird empfohlen, 20 % der Arbeitszeit als Reserve freizuhalten. Diese Zeitreserve soll nicht für Erholung, Mahlzeiten oder ähnliches angetastet werden – sie ist ausschließlich dafür da, um ungeplante Ereignisse und Verzögerungen aufzufangen.
Für die Tagespläne müssen sowohl die individuelle, tägliche Leistungskurve und die Prioritäten (siehe unten) berücksichtigt werden. Viele Menschen neigen dazu, unangenehme oder schwierige Aufgaben aufzuschieben, und erledigen die am wenigsten anspruchsvollen Aufgaben zuerst (siehe Prokrastination). Während die einfacheren Aufgaben auch dann erledigt werden können, wenn am späteren Nachmittag der Geist müde ist und zu Ablenkungen neigt, sind die schwierigen Aufgaben am schnellsten vollbracht, wenn morgens die Leistungsfähigkeit noch genügend hoch ist.

### Ablenkungen vermeiden
Verschiedene Ratgeber weisen darauf hin, dass Unterbrechungen (z. B. eine soeben eingetroffene E-Mail, ein Telefongespräch) den Arbeitsfluss stören, so dass man sich wieder in den Kontext der eigentlich beabsichtigten Tätigkeit einarbeiten muss. Eine Technik besteht darin, am Morgen eine „stille Stunde“ abzuhalten, in welcher sämtliche äußeren Einflüsse ausgeschaltet werden, oder die Nutzung von bestehenden störungsfreien Zeitfenstern (zum Beispiel eine Flug- oder Bahnreise, während der man geschäftliche Dokumente sichten kann).
Zu den Ablenkungen gehören auch Besprechungen. Sie sind einerseits notwendig, andererseits betreffen die Sitzungsthemen nicht immer alle Anwesenden und rauben so Arbeitszeit. Besprechungen sollten daher immer mit einer Themenliste und einem Zeitplan angekündigt werden – so können die Mitarbeiter entscheiden, ob sie die Sitzung früher verlassen, oder ob sie gar nicht erst daran teilnehmen. Führen Diskussionen nach 5 bis höchstens 30 Minuten zu keinem Ziel, sollten sie abgebrochen werden – entweder durch eine Abstimmung, oder indem der Sitzungsleiter jemanden damit beauftragt, weitere Argumente bzw. Informationen zu finden und in der nächsten Besprechung Lösungen vorzustellen.

### Aufgaben unterteilen
Längere Tätigkeiten können in kleinere, überschaubare Schritte unterteilt werden, für welche man die benötigte Zeit zuverlässig einschätzen kann. Auch kann der Fortschritt der Arbeit genauer beobachtet werden; Rückmeldungen an Vorgesetzte, Kollegen und Kunden sind somit zuverlässiger. Viele Menschen profitieren außerdem davon, Aufgaben in kurze Blöcke mit darauf folgenden Pausen zu unterteilen (z. B. Pomodoro-Technik, Timeboxing). Indem in kurzen Abständen ein Freiraum für Ablenkungen erlaubt ist, kann man umso konzentrierter an der Aufgabe arbeiten.

### Prioritäten setzen
Das wichtigste Element des Zeitmanagements ist die Wahl der Prioritäten. Jeder Anwender einer Zeitmanagement-Technik ist frei darin, wo und wie er seine Prioritäten setzt – die Prioritäten können schließlich so gesetzt werden, dass sie etwa dem Arbeitgeber schaden. Jedoch führen nur bewusst gesetzte Prioritäten dazu, dass die wichtigsten Dinge zuerst und ohne Verzögerung erledigt werden. Die Einhaltung von Prioritäten führt letztlich auch zur Beruhigung des Anwenders: Muss man aus irgendeinem Grund die Arbeit unterbrechen und sich um etwas Fremdes kümmern, hat man die wichtigsten Dinge wenigstens schon erledigt; die Unterbrechung wiegt somit weniger schwer. Dies führt zu einem Mehrwert für alle Beteiligten.
Das Eisenhower-Prinzip ist eine sehr einfache Methode, mit der Aufgaben nach Dringlichkeit und Priorität geordnet werden können, um sichtbar zu machen, welche Aufgaben zuerst erledigt werden sollten und welche Dinge aussortiert werden können.
Ähnlich funktioniert die Zeitfalle von Mackenzie, die empfiehlt, jede geplante Tätigkeit nach zwei Gesichtspunkten, das heißt nach zwei separaten Prioritäten, zu beurteilen:
1. Dringlichkeit
2. Bedeutung für die Zukunft

Somit besitzt etwas, das nicht dringend ist, aber dessen Erledigung die persönliche Zukunft positiv beeinflussen kann, dieselbe Priorität wie etwas, das dringend erledigt werden muss, aber die Zukunft in keiner Weise verbessert. Mittels eines Punktesystems können die beiden Prioritäten addiert werden; die Liste der Aufgaben wird dann strikt nach der summierten Priorität (Dringlichkeit + Bedeutung für die Zukunft) erledigt.
Um die oben erwähnte Leistungskurve zu berücksichtigen und zu verhindern, dass schwierige Aufgaben in einem ermüdeten Zustand erledigt werden, kann die Schwierigkeit bzw. Mühsamkeit der Aufgabe als zusätzliche, dritte Priorität verwendet werden.

### Zeitnutzung festhalten
Viele Ratgeber empfehlen, zum Einstieg den Zeitverbrauch in einem Tagebuch festzuhalten. Dazu wird alle 15 oder 30 Minuten notiert, womit man sich gerade beschäftigt. Dieses Zeit-Tagebuch kann schon zu ersten Verbesserungen führen, indem der Umgang mit der Zeit ins Bewusstsein gerückt wird. Bei der Analyse des Tagebuchs achtet man besonders darauf, zu welchen Tageszeiten unwichtige Tätigkeiten ausgeführt wurden – oder zu welchen Tageszeiten das Tagebuch gar nicht erst ausgefüllt wurde.
Sogenannte clocking-Software-Programme helfen dabei, die mit Arbeit verbrachte Zeit individuell für jedes Projekt genau festzuhalten, Statistiken zum Arbeitsverhalten sowie wöchentliche monatliche oder jährliche Spreadsheets zu erstellen.

### Fehler und Perfektion vermeiden
Sehr viel Zeit geht verloren, wenn zum Beispiel ein Kunde nach einer mangelhaften Ausführung Nachbesserungen fordert. Um sich nicht der Gefahr auszusetzen, zeitaufwändig Mängel zu beheben, soll man sich etwas mehr Zeit nehmen, um die Anforderungen genau zu verstehen, erforderliche Vorbereitungen einzuplanen und die Aufgabe schon im ersten Durchlauf gut zu erledigen.
Auf der anderen Seite führt der Drang zur Perfektion wiederum zu einem hohen Zeitverlust. Autoren sparen etwa sehr viel Zeit, wenn sie von einem Text zunächst einen groben, aber weitgehend vollständigen Entwurf verfassen, und erst danach die Details ausarbeiten.

### Tätigkeitsstand dokumentieren
Nur eine genaue Kenntnis des Projektstatus erlaubt eine Prognose der noch benötigten Zeit und somit eine Voraussage über den Fertigstellungstermin. Gerade bei längeren Projekten und bei Tätigkeiten, die von Unterbrechungen geprägt sind, lohnt es sich, in festgelegten Abständen einen kurzen, dreiteiligen Statusbericht zu erstellen:
- Erledigt: Was wurde seit dem letzten Bericht erledigt? → Gibt Aufschluss über die Geschwindigkeit, mit der das Projekt vorankommt.
- Jetziger Zustand: Wo steht das Projekt jetzt? → Wertvoll für die Kommunikation nach außen (Chef, Mitarbeiter …)
- Nächste Schritte: Was muss als Nächstes getan werden? → Für die nächsten Schritte verbindliche Termine und Zeitfenster festsetzen.

Diese Statusberichte können für sich selbst, oder für Vorgesetzte oder Projektpartner erstellt werden. Zweck dieser Berichte ist es, den Fortschritt des Projekts im Griff zu behalten, und rechtzeitig Entscheidungen zu treffen, bevor es in Verzug gerät. Auch dient der Teil „Nächste Schritte“ als Gedankenstütze, wenn man nach längerer Pause oder Abwesenheit das Unterfangen erneut aufgreift.

## Zeitwirtschaft
Unter Zeitwirtschaft versteht man Maßnahmen und Methoden zur Ermittlung, Aufbereitung und Nutzung arbeitsbezogener Zeitdaten. Sie bildet die Grundlage für viele Formen des Leistungsentgelts und hatte eine entsprechende Bedeutung im Wandel der Zeiten. Derzeit erfolgt eine Erweiterung im Sinne eines time-based management im Industrial Engineering und bezieht sich damit nicht mehr allein auf Fertigung und Montage, sondern erfasst alle Arbeitsprozesse. Daneben werden zunehmend auch Maßnahmen zur Erfassung, Dokumentation und Kontrolle von Anwesenheits- oder Arbeitszeiten beim Personal im Rahmen des Arbeitszeitmanagement mit dem Begriff erfasst.
Damit werden die ursprünglich typischen Zeit-Mengen-Daten um Ablauf-, Belastungs-, Ergonomie-, Prozess-, Qualitäts- und Kostendaten ergänzt. Im Rahmen des Demografischen Wandels gewinnen diese Daten bei der Planung des Arbeitseinsatzes erheblich an Bedeutung.
Eine Zeitwirtschaft basiert auf Zeitstudien, die idealerweise so in Zeitbausteine aufgeschlüsselt werden, dass daraus für die Planung von Arbeitsabläufen und die Kalkulation von Aufträgen Sollzeiten zusammengesetzt werden können.

## Störungen
Die Ablaufplanung des Zeitmanagements kann durch Prokrastination in Gefahr geraten. Hierunter versteht man unerwartete Termine, Zeitdiebe, Verspätungen, Unterbrechungen oder Betriebsstörungen. Der hierdurch eintretende Zeitverlust darf nicht zu Fehlerkosten führen und muss später wieder aufgeholt werden. Unerwartete Termine sind meist externer Natur und kaum veränderbar (etwa Betriebsprüfung, Gewerbeaufsicht); zu den Zeitdieben gehören nicht erwartete lange Telefonate, Wartezeiten oder unerwartete Besucher; Verspätungen können die Beschaffung von Material betreffen; zu den Unterbrechungen zählen die Job-Stopper. Unnötigem Zeitdruck kann durch nicht zu knappe Zeitplanungen oder ausreichende Zeitreserven begegnet werden. Die Aufschiebung von (unangenehmen) Aufgaben bis kurz vor Ablauffrist (englisch deadline rush) verringert die Vorbereitungszeit für diese Aufgaben, erhöht den Zeitdruck und damit die Fehlergefahr. Viele Menschen neigen dazu, unangenehme oder schwierige Aufgaben aufzuschieben und erledigen die am wenigsten anspruchsvollen Aufgaben zuerst. Ein Zeitmanagement berücksichtigt hierbei die Arbeitskurve und plant die einfacheren Aufgaben beim Leistungstief am Nachmittag ein, während die schwierigen Aufgaben auf den Morgen zu legen sind.
Die Zeitplanung kann durch externe Störungen (Umweltzustand) oder betriebsinterne Störungen beeinträchtigt werden. Dabei kann die Arbeitsleistung durch häufige Störungen beim Arbeitsablauf um 28 % sinken. Nur maximal 60 % der Arbeitszeit sollte verplant werden, damit für Störungen und unerwartete Ereignisse ausreichende Zeitreserven zur Verfügung stehen. Lothar J. Seiwert hält es für angebracht, dass im Zeitmanagement 60 % der Arbeitszeit für geplante Aktivitäten reserviert wird, etwa 20 % sind für unerwartete Störungen und Zeitdiebe und der Rest für spontane und soziale Aktivitäten zu verwenden.

## Zeitmanagement in Organisationen
Zu den Organisationen gehören Unternehmen, Behörden oder sonstige Personenvereinigungen. Am umfassendsten erforscht ist die Zeitplanung in Unternehmen; sie kann analog auf die übrigen Organisationen übertragen werden. Bei Unternehmen lassen sich einzelne betriebliche Funktionen auf typische Aspekte des Zeitmanagements untersuchen:
- Beschaffung: Die Bereitstellung von Roh-, Hilfs- und Betriebsstoffen im Rahmen der Materialwirtschaft hat zeitgerecht zu erfolgen, insbesondere bei der produktionssynchronen Beschaffung für die Just-in-time-Produktion. Optimierungsmöglichkeit ist vor allem die Verkürzung der Lagerdauer.
- Produktion: In der Forschung und Entwicklung bezieht sich das Zeitmanagement vor allem auf die Produktentwicklungszeit und die Festlegung der Marktreife (englisch time to market) sowie die Berücksichtigung des Produktlebenszyklus im Rahmen des Product-Lifecycle-Managements. In der Produktion selbst führen geringere Durchlaufzeiten zur Verkürzung von Produktionsprozessen,[19] ebenso wie Netzplantechnik und REFA-Arbeitsstudien.
- Vertrieb: Ziele sind die Verkürzung der Lagerdauer und Lagerintensität, Optimierung der Logistik (z. B. Zeitfenstermanagement) und Einhaltung von Lieferterminen.
- Finanzierung und Investition: Der Kapitalbedarf ist zeitgerecht bei jeweiligen Fälligkeiten zu decken, hierzu dient ein Kapitalbedarfsplan. Eine zeitgerechte Investitionsplanung sorgt dafür, dass notwendige Investitionen produktionsgerecht erfolgen können.
- Unternehmensleitung: Die Delegation von Aufgaben, Kompetenzen und Verantwortung durch Führungskräfte schafft Freiräume in der eigenen Zeitplanung. Das Arbeitszeitmanagement kann dazu beitragen, dass die richtigen Arbeitskräfte zum richtigen Zeitpunkt am Arbeitsplatz erscheinen.

## Zeitmanagement bei Privathaushalten
Privathaushalte können die Zeitplanung von Unternehmen bei ihrem privaten Zeitmanagement entsprechend anwenden. Eine Zeitanalyse muss zunächst dafür sorgen, dass meist nur die außerhalb der Arbeitszeit zur Verfügung stehende Freizeit für die private Zeitplanung herangezogen werden kann. Dabei ist die Arbeitskurve bei der Festlegung der Prioritäten zu berücksichtigen. Wichtigste Datenparameter der privaten Zeitplanung sind Termine (bei Behörden, Arztbesuch, Freizeitsport oder Reisen) und einzuhaltende Fristen. Die Terminplanung ist Bestandteil des Zeitmanagements und hat zu berücksichtigen, dass voneinander abhängige Termine in der richtigen Reihenfolge geplant werden. Je nach Planbarkeit der Termindauer sind Zeitreserven einzubauen. Hierdurch können Terminpläne eingehalten und müssen nicht verschoben werden. Zudem verhindert ein gutes Zeitmanagement auch das so genannte „Aufschiebe-Verhalten“, also das „unnötige Aufschieben von notwendigen […] Tätigkeiten“.

## Bedeutung
Das Zeitmanagement zielt einerseits auf die Vermeidung von Zeitverschwendungen und Leerzeiten ab, andererseits sind Pünktlichkeit der Termineinhaltung und höhere Effizienz der Arbeitszeit oder Freizeit anzustreben. Mitarbeiter mit gutem Zeitmanagement erleben weniger Stress oder Burnout und höhere Arbeitszufriedenheit. Zudem sorgt ein gutes Zeitmanagement für eine verbesserte Arbeitsleistung und Arbeitsqualität. Ein gutes Zeitmanagement gilt als Ausdruck dafür, dass Menschen sich gut organisieren können. In der modernen Arbeitsgesellschaft bleibt den Mitarbeitern lediglich ein knappes Zeitfenster zur Erledigung von Aufgaben, dessen Struktur die Mitarbeiter selbst planen müssen. Deshalb gilt das Zeitmanagement heute als Schlüsselkompetenz. Zeitmanagement kann schließlich auch zur Verbesserung der Lebensqualität beitragen.